# 行憲紀念日
行憲紀念日為中華民國法定節日，定於每年12月25日，是紀念1947年（民國36年）12月25日的行憲。1963年（民國52年）行政院通過內政部呈請將行憲紀念日定為國定紀念日後，每年12月25日放假一天，2001年（民國90年）至2024年（民國113年）間改為只紀念不放假，預定2025年（民國114年）起恢復放假。
目前12月25日這天也是基督宗教的聖誕節，部份企業與新教、天主教會的學校也會放假。

## 沿革
1945年（民國34年），由中國國民黨領導的國民政府邀集中國共產黨、中國民主社會黨、中國青年黨、民主同盟等政黨政團及社會賢達人士一起參與政治協商會議。後由於國共意見紛歧，中國共產黨與民主同盟宣布退出制憲工作。因此便由中國國民黨與中國民主社會黨、中國青年黨合力召開制憲國民大會，於1946年（民國35年）12月25日通過《中華民國憲法》，1947年（民國36年）1月1日公布，同年12月25日實施，成為行憲紀念日的由來。

1947年12月20日國民政府電飭全國各單位〈為廿五日為行憲紀念日應懸旗誌慶〉：
（單位名）公鑒本年十二月二十五日為中華民國憲法開始施行日期，全國各機關各部隊各學校各社團均應於是日懸掛國旗，以誌慶祝，……
1947年12月25日中華民國憲法正式實施，時任國民政府主席蔣中正在國民政府公布國民大會得選代表名單之後，發表了聖誕節廣播講話，其中曾提到：
中華民國三十六年，就是耶穌降生1947年的聖誕節，將是我們中華民國和全體人民統一獨立平等自由新生機運肇始的一天。我們新憲法特點，就是它保證要把基督教理的基本要素，即個人的尊嚴和自由，普遍的給予我們全國的同胞。這個新憲法確認了全國國民的各種自由權利，它在國家統一與自由之下，於一個自由人民的精神中孕育誕生。我們認為新憲法的實施，只是完成我們建設新中國的最後目標的初步。但這對我們中國三千年來專制政體和封建社會是一個劃時代的進步。我願我們全國同胞，憑著信仰和虔誠，共同一致，努力前進。
1963年內政部呈請行政院行憲紀念日放假1日獲准後，再呈請列為國定紀念日，同年4月4日行政院第809次會議通過，同年5月15日總統令公布，之後每年放假1日。
當中華民國政府在1990年代晚期準備漸進實施週休二日制度時，因為當時有太多國定假日，所以要將比較不重要的國定假日改為只紀念、不放假，才能減少經濟衝擊。行憲紀念日先因為不少台灣人藉機非正式地慶祝聖誕節，1998年行政院院長蕭萬長宣示與國際接軌之下，實施隔週週休二日時暫不結束放假，直到2000年（民國89年）為止。爾後配合民國90年（2001年）起《公務人員週休二日實施辦法》實施每週休二日時，確定行憲紀念日公務員與公立學校當日只紀念、不再放假，曾經引起部份人士失望，但也有基督徒表示聖經沒有規定聖誕節需要放假紀念，並非如主日（星期日）非放假不可，此外台灣的主流宗教佛教的佛誕也並非假日。而部份新教與天主教會的學校以及適用雙週84工時的勞工，依照《勞動基準法》等相關規定，仍有放假。
2025年5月9日，立法院三讀通過《紀念日及節日實施條例》，行憲紀念日恢復放假，同月28日總統令公布實施，預定同年12月25日起恢復全國放假一日。